# Achilixius morowali
Achilixius morowali är en insektsart som beskrevs av  1989. Achilixius morowali ingår i släktet Achilixius och familjen Achilixiidae. Inga underarter finns listade i Catalogue of Life.